# Yang Gang
Yang Gang (楊剛; 1905-7 octobre 1957), également connue sous le nom de Yang Bin (杨缤), est une journaliste, romancière et traductrice chinoise. Elle se fait connaître en travaillant pour le quotidien Ta Kung Pao pendant la Seconde Guerre sino-japonaise et a été l'une des journalistes chinoises les plus importantes de son époque. Après la fondation de la République populaire de Chine, elle a été secrétaire du Premier ministre Zhou Enlai, puis rédactrice en chef adjointe du Quotidien du Peuple. Elle s'est suicidée en octobre 1957, après avoir été forcée de persécuter ses collègues pendant la campagne anti-droitiste, bien que la raison exacte de son suicide reste officiellement indéterminée.

## Jeunesse et éducation
Yang Gang est née à Pingxiang, dans la province du Jiangxi, l'une des 11 enfants d'une famille originaire de Xiantao dans la province du Hubei. Son père, un homme politique de haut rang, a été gouverneur des provinces du Jiangxi et du Hubei. Le nom de naissance de Yang Gang est Yang Jizheng (杨季征).
En 1922, Yang rejoint les bancs de l'école de filles Baoling à Nanchang, une école missionnaire américaine. En 1927, elle entre à l'Université Yenching de Pékin, où elle étudie la littérature anglaise. À Pékin, elle rejoint les rangs du Parti communiste chinois (PCC) et rencontre Zheng Kan (郑侃), un étudiant à l'Université de Pékin, qu'elle épouse peu de temps après avoir obtenu son diplôme. Ils ont une fille, Zheng Guangdi. Yang Gang quitte ensuite le PCC en raison d'un conflit avec son supérieur, mais continue à participer aux activités communistes clandestines.

## Carrière
En 1933, Yang Gang s'installe à Shanghai, où elle rejoint la Ligue des écrivains de gauche et se lie d'amitié avec la journaliste américaine Agnes Smedley. Plus tard la même année, elle rejoint l'Université de Yenching à l'invitation d'Edgar Snow, qui traduit l'une des nouvelles de Yang en anglais. En 1935, Yang Gang traduit en chinois le roman Orgueil et Préjugés de Jane Austen, qui est publié par la Commercial Press. En 1936, Yang et son mari travaillent ensemble pour le magazine Connaissances des masses (大众知识) dirigé par l'historien Gu Jiegang.
Après l'incident du pont Marco Polo en 1937 et l'invasion japonaise de la Chine, Yang Gang rejoint le PCC et la résistance anti-japonaise et divorce de son mari. Yang rejoint l'équipe des journalistes du quotidien Ta Kung Pao, qui s'est replié à Hong Kong, tandis que Zheng Kan part pour la province du Fujian. En 1943, Zheng est tué lors d'un bombardement japonais à Yong'an.
À Hong Kong, Yang Gang travaille comme journaliste pour le Ta Kung Pao . Après la chute de Hong Kong en 1941, Yang évacue avec l'équipe du journal vers Guilin, dans le Guangxi. De 1944 à 1948, elle part aux États-Unis comme correspondante étrangère pour le Ta Kung Pao. De 1945 à 1947, elle étudie l'art au Radcliffe College de l'Université Harvard. Pendant son séjour en Amérique, elle écrit un roman autobiographique intitulé Daughter in English et écrit une série de reportages sur la vie américaine. Ces reportages couvraient des sujets tels que la recherche de communistes infiltrés et le racisme, et ont été publiés sous forme de recueil en 1943.
Après la fondation de la République populaire de Chine en 1949, Yang travaille comme secrétaire du Premier ministre Zhou Enlai et devient ensuite rédactrice en chef adjointe du Quotidien du peuple en 1955.

## Suicide
Lorsque la campagne anti-droitiste débute en 1957, Yang Gang fut nommé numéro trois du « Groupe de direction anti-droitiste » du Quotidien du Peuple . Contrainte de participer à la persécution de plusieurs de ses collègues et amis, elle se suicide le 7 octobre 1957 par overdose de somnifères,. La raison de son suicide est controversée. Selon Hu Qiaomu, elle s'est suicidée après avoir perdu un carnet de notes qui aurait fait d'elle une cible potentielle de la campagne anti-droitiste. Selon John King Fairbank, qui la connaissait personnellement, elle s'est suicidée à la suite d'une blessure grave subie dans un accident de voiture. Cette opinion est contestée par les collègues et amis personnels de Yang, Xiao Qian et Ye Yao, qui ont noté que son suicide s'est produit deux jours après qu'elle a participé à la séance de critique de la célèbre écrivaine Ding Ling, et qu'elle venait d'être déchue tout comme Feng Xuefeng de son statut de représentante à l'Assemblée populaire nationale, ce qui a fait la une des journaux en octobre 1957.

## Héritage posthume
Son roman autobiographique posthume, Daughter, a été publiée en 1988 par le service des langues étrangères de Pékin en anglais. Une traduction chinoise a été publiée sous le titre Tiaozhan par la Maison d'édition du peuple.